# Store og små mænd
Store og små mænd er en svensk dramafilm fra 1995 instrueret af Åke Sandgren, der skrev manuskriptet i samarbejde med Lars G. Lindström.
Filmen fik premiere i Sverige den 15. september 1995.

## Medvirkende (i udvalg)
- Peter Engman som Folke
- Thommy Berggren som Flodin
- Sif Ruud som Fru Alm
- Petra Brylander som Agnes
- Roland Hedlund som Hjälm
- Peter Dalle som Benny Landberg
- Jens Okking som skibskaptajn
- Bertil Norström som Rubensson
- Margreth Weivers som Fru Rubensson